# Człowiek-Zagadka
Człowiek-zagadka (Edward Nashton vel Edward Nigma, ang. The Riddler) – złoczyńca wykreowany przez DC Comics, cechujący się ogromnym ilorazem inteligencji. Często zmusza Batmana do rozwiązywania makabrycznych zagadek i łamigłówek tworzonych przez siebie samego. Swe życie traktuje jak jedną wielką grę, która często prowadzi go do zguby i kolejnej porażki z Batmanem. Często przedstawiany w stroju pełnym znaków zapytania.

## Życiorys
Edward już jako mały chłopiec cechował się dużą, jak na swój wiek, zdolnością rozwiązywania zagadek. Pewnego dnia gdy nauczycielka poinformowała dzieci o konkursie gry w puzzle, Edward zamiast grać uczciwie oszukał, włamując się przed konkursem do sali, gdzie było rozwiązanie zagadki. Edward wygrał konkurs, a oszustwo, które popełnił, sprawiło mu ogromną rozkosz. Dorosły Edward zmęczony pracą, której szczerze nienawidził, wstąpił do przestępczego półświatka Gotham City, zmienił swe dane osobowe na Edward Nigma, i nadał sobie pseudonim Riddler. Złoczyńca po skończonej zbrodni zawsze zostawiał po sobie ślad, którym była trudna zagadka, dzięki której Batman i policja Gotham często ostatecznie łapali Edwarda i wsadzali do zakładu Arkham Asylum.

## W popkulturze
- Człowiek-zagadka jest głównym antagonistą w filmie Batman Forever, gdzie wciela się w niego Jim Carrey;[1]
- Jest jednym z bohaterów pierwszoplanowych Gotham (serial telewizyjny), gdzie jego rolę odegrał Cory Michael Smith;
- Jest głównym przeciwnikiem Batmana w filmie Batman (2022).[2] Wcielił się w niego Paul Dano.